# ساندي جوموليا
ساندي جوموليا (بالإندونيسية: Sandy Gumulya) مواليد 2 أبريل 1986 في جاكرتا، هي لاعبة كرة مضرب إندونيسية بدأت مسيرتها كمحترفة سنة 2000 تلعب باليد اليمنى. أعلى تصنيف لها في الفردي كان المركز الـ 228 في سنة 2008. بينما في الزوجي كان أعلى مرتبة تصلها هي 274.

## روابط خارجية
- ساندي جوموليا على موقع رابطة محترفات التنس (الإنجليزية)
- ساندي جوموليا على موقع الاتحاد الدولي لكرة المضرب (الإنجليزية)
- ساندي جوموليا على موقع كأس بيلي جين كينغ (الإنجليزية)
- ساندي جوموليا على موقع خلاصة التنس.كوم (الإنجليزية)
- ساندي جوموليا على موقع إي إس بي إن.كوم (الإنجليزية)